# 14. Drużynowe Mistrzostwa Świata Młodzieży w Brydżu Sportowym
14. Drużynowe Mistrzostwa Świata Młodzieży w Brydżu Sportowym (14th World Youth Team Championships) – mistrzostwa świata w brydżu sportowym w kategoriach juniorów, młodzieży szkolnej oraz dziewcząt, które odbywały się w Taicang (Chiny) w okresie od 25 lipca do 4 sierpnia 2012.
Zwycięzcami zawodów zostali, w kategorii:
- Juniorów – Holandia: Berend van den Bos, Aarnout Helmich, Gerbrand Hop, Joris van Lankveld, Chris Westerbeek;
- Młodzieży Szkolnej – Polska: Michał Gulczyński, Wojciech Kaźmierczak, Michał Klukowski, Igor Łosiewicz, Andrzej Terszak, Łukasz Witkowski;
- Dziewcząt – Polska: Katarzyna Dufrat, Magdalena Holeksa, Danuta Kazmucha, Natalia Sakowska, Kamila Wesołowska, Justyna Żmuda.

## Poprzednie zawody tego cyklu
Drużynowe mistrzostwa świata młodzieży w brydżu sportowym są najważniejszymi zawodami młodzieżowymi w formacie zbliżonym do Bermuda Bowl. Zawodnicy do 26 roku życia (Juniorzy) rozgrywają je co dwa lata od roku 1987. Początkowo były rozgrywane w latach nieparzystych, a od roku 2006 w latach parzystych.
Zawody dla zawodników do 21 roku życia (Młodzież szkolna) rozgrywane są od roku 2003. Na poprzednich zawodach, w Filadelfii (USA) włączono konkurencję Dziewcząt.
Polscy zawodnicy wygrywali te zawody w kategorii Młodzieży Szkolnej w latach 2003 i 2010 oraz w kategorii Dziewcząt w roku 2010.
Poniższa tabela pokazuje medalistów poprzedniej edycji tych zawodów:
| 1 | Izrael  | Izrael  | Eliran Argelazi, Alon Birman, Lotan Fiszer, Ron Schwartz, Bar Tarnovski                                  | Polska   | Polska   | Paweł Jassem, Tomasz Maciej Jochymski, Wojciech Kaźmierczak, Mateusz Mroczkowski, Adam Śmieszkoł, Piotr Tuczyński | Polska  | Polska  | Ewa Agnieszka Grabowska, Magdalena Holeksa, Danuta Kazmucha, Natalia Sakowska, Joanna Krawczyk, Justyna Żmuda |
| 2 | Francja | Francja | Thomas Bessis, Christophe Grosset, Nicolas Lhuissier, Cédric Lorenzini, Quentin Robert, Frederic Volcker | Anglia   | Anglia   | Daniel Mcintosh, Thomas Paske, James Paul, Thomas Rainforth, Graeme Robertson, Shivam Shah                        | Francja | Francja | Marion Canonne, Jessie Carbonneaux, Claire Chaugny, Carole Puillet, Aurélie Thizy                             |
| 3 |         | Chiny   | Chen Yichao, Hu Junjie, Lin Zisu, Liu Yinghao, Shao Yinpei, Zhuo Di                                      | Holandia | Holandia | Rik van Leeuwen, Lotte Leufkens, Vincent Nab, Rens Philipsen, Thijs Verbeek, Ernst Wackwitz                       |         | Chiny   | Chang Xiufen, Li Xing, Liu Yanjiao, Meng Wei, Peng Lulu                                                       |

## Formuła zawodów
Zawody odbywały się zgodnie z regulaminem zawodów opracowanym przez WBF:
- Zawody odbywały się w trzech kategoriach:
  - Juniorów (National Junior Teams Jaime Ortiz‐Patiño Trophy),
  - Młodzieży Szkolnej (National Youngsters Teams José Damiani Cup), oraz
  - Dziewcząt (National Girls Teams Gianarrigo Rona Cup);
- Do zawodów zostały zakwalifikowane zespoły z poszczególnych stref. W sumie 20 zespołów Juniorów, 18 Młodzieży Szkolnej (po 6 zespołów ze strefy europejskiej) oraz 10 Dziewcząt (4 zespoły ze strefy Europejskiej);
- W każdej kategorii zawody odbywały się w dwóch etapach. W pierwszym etapie – faza eliminacyjna – drużyny grały spotkania ze wszystkimi przeciwnikami. W drugim etapie – w fazie pucharowej – przegrywający odpadał;
- W fazie eliminacyjnej we wszystkich kategoriach grano mecze 16 rozdaniowe. Uzyskane punkty IMP tych rozdań z jednej strony były przeliczane na VP w skali 0–25 i miały znaczenie na określenie pozycji drużyn po zakończeniu tej fazy, a z drugiej strony wyniki poszczególnych rozdań fazy eliminacyjnej przenosiły się do fazy pucharowej;
- W fazie eliminacyjnej w kategoriach Juniorów i Młodzieży Szkolnej zespoły spotykały się jeden raz. 8 najlepszych zespołów tych kategorii przychodziło do fazy pucharowej – do ćwierćfinałów;
- W kategorii Dziewcząt w fazie eliminacyjnej zespoły rozgrywały dwie rundy (A i B). 4 najlepsze zespoły po tej fazie przechodziło do fazy pucharowej – do półfinałów;
- Dobór par w fazie ćwierćfinałowej odbywał się według następujących kroków:
  - Drużyna, która zdobyła miejsce 1, mogła wybrać sobie dowolnego przeciwnika z pozycji 5...8,
  - Drużyna z 2. miejsca mogła sobie wybrać dowolnego z 3 pozostałych przeciwników z pozycji 5...8,
  - Drużyna z 3. miejsca mogła sobie wybrać jednego z 2 pozostałych przeciwników z pozycji 5...8;
- W przypadku półfinałów kroki wyboru były podobne do opisanych powyżej kroków wyboru dla ćwierćfinałów, ale wstępnie był postawiony warunek:
  - Jeśli w półfinale spotkały by się dwie drużyny z tego samego kraju (dotyczy USA), to wówczas te drużyny musiały by zagrać razem w półfinałach;
- Drużyny, które przegrały mecz w półfinale rozgrywały mecz o 3. miejsce;
- Ćwierćfinały i półfinały były rozgrywane w 4 sesjach po 14 rozdań (w sumie 56 rozdań);
- Mecz o 3. miejsce składał się z 3 sesji po 16 rozdań (48 rozdań);
- Finał składał się z 5 sesji po 16 rozdań (80 rozdań);
- W każdym przypadku do wyników w fazie pucharowej między drużynami przenoszony był wynik z fazy eliminacyjnej w wysokości różnicy między punktami IMP mnożonej przez:
  - ½ – gdy drużyna, która wygrała bezpośrednie spotkanie, była na wyższej pozycji po fazie eliminacyjnej, lub
  - ⅓ – gdy drużyna, która wygrała bezpośrednie spotkanie, była na niższej pozycji po fazie eliminacyjnej;
- Wszystkie drużyny musiały dostarczyć organizatorom karty konwencyjne zawodników[5][6][7];
- Uczestnicy zawodów (z każdej kategorii), którzy nie przeszli do finałów, 2 i 3 sierpnia (w czwartek i piątek, w czasie rozgrywania meczów półfinałowych i o 3. miejsce) mogli wystartować w 7-rundowym transnarodowym turnieju teamów rozgrywanym systemem szwajcarskim.

## Zespoły z Polski
Do udziału w zawodach uzyskały prawo zespoły z Polski w kategoriach Młodzieży Szkolnej i Dziewcząt.
Zespół Młodzieży Szkolnej wystąpił w składzie: Michał Gulczyński (MK), Wojciech Kaźmierczak (MM), Michał Klukowski (MM), Igor Łosiewicz (MK), Andrzej Terszak (MK) oraz Łukasz Witkowski (MK).
Zespół Dziewcząt wystąpił w składzie: Katarzyna Dufrat (MM), Magdalena Holeksa (MK), Danuta Kazmucha (MM), Natalia Sakowska (A), Kamila Wesołowska (MK) oraz Justyna Żmuda (MM).
Zawodnicy z Polski przed tymi zawodami uczestniczyli w szeregu ważnych zawodach:
- 51. Drużynowe Mistrzostwa Europy w Brydżu Sportowym (12–23 czerwca, Dublin, Irlandia) – [51DME];
- 11. Europejskie Młodzieżowe Mistrzostwa Par w Brydżu Sportowym (1–6 lipca, Vejle, Dania) w kategoriach Mikstów – [11EMMP-M], Młodzieży Szkolnej – [11EMMP-S] oraz Dziewcząt – [11EMMP-D];
- 6. Akademickie Brydżowe Mistrzostwa Świata (10–15 lipca, Reims, Francja) – [6UBMŚ].

Cześć drużyny dziewcząt została również wyznaczona do udziału w 2. Olimpiadzie Sportów Umysłowych (9 do 23 sierpnia, Lille Francja) – [2OSU].
Poniższa tabela pokazuje miejsca zawodniczek i zawodników w tych zawodach.
| Miejsca startujących polskich zawodników w innych zawodach | Miejsca startujących polskich zawodników w innych zawodach | Miejsca startujących polskich zawodników w innych zawodach | Miejsca startujących polskich zawodników w innych zawodach | Miejsca startujących polskich zawodników w innych zawodach | Miejsca startujących polskich zawodników w innych zawodach | Miejsca startujących polskich zawodników w innych zawodach |
| Zawodnik                                                   | 51DME                                                      | 11EMMP-M                                                   | 11EMMP-S                                                   | 11EMMP-D                                                   | 6UBMŚ                                                      | 2OSU                                                       |
| ---------------------------------------------------------- | ---------------------------------------------------------- | ---------------------------------------------------------- | ---------------------------------------------------------- | ---------------------------------------------------------- | ---------------------------------------------------------- | ---------------------------------------------------------- |
| Michał Gulczyński                                          |                                                            |                                                            | 4                                                          |                                                            |                                                            |                                                            |
| Wojciech Kaźmierczak                                       |                                                            |                                                            | 1                                                          |                                                            |                                                            |                                                            |
| Michał Klukowski                                           |                                                            |                                                            |                                                            |                                                            |                                                            |                                                            |
| Igor Łosiewicz                                             |                                                            |                                                            | 16                                                         |                                                            |                                                            |                                                            |
| Andrzej Terszak                                            |                                                            |                                                            | 16                                                         |                                                            |                                                            |                                                            |
| Łukasz Witkowski                                           |                                                            |                                                            | 1                                                          |                                                            |                                                            |                                                            |
| Katarzyna Dufrat                                           | 5                                                          | 18                                                         |                                                            | 10                                                         |                                                            | 3                                                          |
| Magdalena Holeksa                                          |                                                            |                                                            |                                                            | 4                                                          |                                                            |                                                            |
| Danuta Kazmucha                                            | 5                                                          | 4                                                          |                                                            | 2                                                          |                                                            | 3                                                          |
| Natalia Sakowska                                           | 5                                                          | 4                                                          |                                                            | 2                                                          | 4                                                          | 3                                                          |
| Kamila Wesołowska                                          |                                                            |                                                            |                                                            | 4                                                          |                                                            |                                                            |
| Justyna Żmuda                                              | 5                                                          | 1                                                          |                                                            | 8                                                          |                                                            | 3                                                          |

## Transmisje z zawodów
Wszystkie sesje zawodów były transmitowane w internecie poprzez BBO. Była jednoczesna transmisja z 8 stołów (4 mecze).

## Zwycięzcy zawodów

### Kategoria Juniorów
1. Holandia: Berend van den Bos, Aarnout Helmich, Gerbrand Hop, Joris van Lankveld, Chris Westerbeek;
2. Izrael: Ejal Erez, Lotan Fiszer, Gal Gerstner, Moshe Meyuchas, Deror Padon, Lee Rosenthal;
3. Chiny: Chen Yichao, Hu Junjie, Jiang Yujie, Lu Kai, Shao Yinpei, Shen Jianqiu.

### Kategoria Młodzieży Szkolnej
1. Polska: Michał Gulczyński, Wojciech Kaźmierczak, Michał Klukowski, Igor Łosiewicz, Andrzej Terszak, Łukasz Witkowski;
2. USA 1: Zachary Brescoll, Adam Grossack, Zachary Grossack, Andrew Jeng, Richard Jeng, Adam Kaplan;
3. Francja: Julien Bernard, Ivan Cailliau, Fabrice Charignon, Baptiste Combescure, Gregoire Lafont, Clément Laloubeyre.

### Kategoria Dziewcząt
1. Polska: Katarzyna Dufrat, Magdalena Holeksa, Danuta Kazmucha, Natalia Sakowska, Kamila Wesołowska, Justyna Żmuda;
2. Holandia: Natalia Banaś, Judith Nab, Jamilla Spangenberg, Sigrid Spangenberg, Magdaléna Tichá, Janneke Wackwitz;
3. Włochy: Giorgia Botta, Federica Buttò, Margherita Chavarria, Margherita Costa, Flavia Lanzuisi, Michela Salvato.

### Turniej transnarodowy
W dodatkowym turnieju transnarodowym czołowe miejsca uzyskały:
1. China RDFZ (Juniorzy z Chin: Shen Che, Wei Hongji, Yin Jiashen, Yin Yichen);
2. Singapur Jun (Juniorzy z Singapuru: Feng Gui Desmond Oh, Ong Jin Xiang, Tan Wei Seng, Yuan Xing Romulus Tham);
3. Down Under (Juniorzy z Australii: Daniel Braun, Ellena Moskovsky, Lauren Travis oraz z Anglii Shivam Shah).

### Wyniki polskich drużyn
Obie polskie drużyny (Młodzież Szkolna i Dziewczęta) uzyskały złote medale. Dla Wojciecha Kaźmierczaka (w kategorii Młodzieży Szkolnej) oraz Magdaleny Holeksy, Danuty Kazmuchy, Natalii Sakowskiej i Justyny Żmudy (w kategorii Dziewcząt) był to drugi udział w tej imprezie i drugi złoty medal.

## Plan sesji eliminacyjnych oraz czołowe drużyny
Poniżej podano plan wszystkich sesji rundy eliminacyjnej. Podane godziny dotyczą czasu lokalnego. Transmisje BBO w Polsce zaczynały się o czasie przesuniętym o 6 godzin. Dla podanych poniżej sesji o 10:30, 14:00 i 16:50 transmisje były o 4:30, 8:00 i 10:50.
| 26 lipca czwartek     | 10:30 J1 S1 Da1   | 1   |                   | Chiny     | 25    | 1-3 | Francja           | Francja         | 25  | 1   | Holandia                  | Holandia        | 24  |
| 26 lipca czwartek     | 10:30 J1 S1 Da1   | 2-3 | Izrael            | Izrael    | 24    | 1-3 |                   | Chińskie Tajpej | 25  | 2   | Polska                    | Polska          | 23  |
| 26 lipca czwartek     | 10:30 J1 S1 Da1   | 2-3 | Holandia          | Holandia  | 24    | 1-3 | Stany Zjednoczone | USA 1           | 25  | 3   | Włochy                    | Włochy          | 22  |
| 26 lipca czwartek     | 10:30 J1 S1 Da1   | 4   | Stany Zjednoczone | USA 1     | 23    | 5   | Polska            | Polska          | 22  | 4   | Australia · Nowa Zelandia | Oceania         | 17  |
| 26 lipca czwartek     | 14:00 J2 S2 Da2   | 1   | Stany Zjednoczone | USA 1     | 48    | 1   | Francja           | Francja         | 50  | 1   | Holandia                  | Holandia        | 49  |
| 26 lipca czwartek     | 14:00 J2 S2 Da2   | 2   | Holandia          | Holandia  | 45    | 2   | Australia         | Australia       | 46  | 2   | Włochy                    | Włochy          | 44  |
| 26 lipca czwartek     | 14:00 J2 S2 Da2   | 3   | Stany Zjednoczone | USA 2     | 43    | 3   | Polska            | Polska          | 40  | 3   | Stany Zjednoczone         | USA             | 39  |
| 26 lipca czwartek     | 14:00 J2 S2 Da2   | 4   | Izrael            | Izrael    | 41    | 4   |                   | Chiny           | 39  | 5-6 | Polska                    | Polska          | 27  |
| 26 lipca czwartek     | 16:50 J3 S3 Da3   | 1   | Holandia          | Holandia  | 70    | 1-2 | Australia         | Australia       | 68  | 1   | Holandia                  | Holandia        | 70  |
| 26 lipca czwartek     | 16:50 J3 S3 Da3   | 2   | Izrael            | Izrael    | 66    | 1-2 | Francja           | Francja         | 68  | 2   | Włochy                    | Włochy          | 62  |
| 26 lipca czwartek     | 16:50 J3 S3 Da3   | 3   |                   | Chiny     | 61    | 3   | Anglia            | Anglia          | 63  | 3   | Indonezja                 | Indonezja       | 49  |
| 26 lipca czwartek     | 16:50 J3 S3 Da3   | 4   | Singapur          | Singapur  | 58    | 4   | Polska            | Polska          | 55  | 5   | Polska                    | Polska          | 44  |
| 27 lipca piątek       | 10:30 J4 S4 Da4   | 1   | Izrael            | Izrael    | 91    | 1-2 | Australia         | Australia       | 86  | 1   | Holandia                  | Holandia        | 89  |
| 27 lipca piątek       | 10:30 J4 S4 Da4   | 2   | Holandia          | Holandia  | 87    | 1-2 | Francja           | Francja         | 86  | 2   | Włochy                    | Włochy          | 69  |
| 27 lipca piątek       | 10:30 J4 S4 Da4   | 3   |                   | Chiny     | 86    | 3   | Polska            | Polska;         | 80  | 3   | Polska                    | Polska          | 68  |
| 27 lipca piątek       | 10:30 J4 S4 Da4   | 4   | Francja           | Francja   | 76    | 4   | Stany Zjednoczone | USA 1           | 68  | 4   | Szwecja                   | Szwecja         | 63  |
| 27 lipca piątek       | 14:00 J5 S5 Da5   | 1   | Izrael            | Izrael    | 106   | 1   | Polska            | Polska          | 105 | 1   | Holandia                  | Holandia        | 105 |
| 27 lipca piątek       | 14:00 J5 S5 Da5   | 2   |                   | Chiny     | 105   | 2   | Francja           | Francja         | 102 | 2   | Polska                    | Polska          | 83  |
| 27 lipca piątek       | 14:00 J5 S5 Da5   | 3   | Holandia          | Holandia  | 102   | 3   | Australia         | Australia       | 100 | 3   | Włochy                    | Włochy          | 82  |
| 27 lipca piątek       | 14:00 J5 S5 Da5   | 4   | Australia         | Australia | 99    | 4   | Izrael            | Izrael          | 86  | 4   |                           | Chińskie Tajpej | 80  |
| 27 lipca piątek       | 16:50 J6 S6 Da6   | 1   | Izrael            | Izrael    | 128   | 1-2 | Francja           | Francja         | 121 | 1   | Holandia                  | Holandia        | 130 |
| 27 lipca piątek       | 16:50 J6 S6 Da6   | 2   | Holandia          | Holandia  | 127   | 1-2 | Polska            | Polska          | 121 | 2   | Włochy                    | Włochy          | 104 |
| 27 lipca piątek       | 16:50 J6 S6 Da6   | 3   |                   | Chiny     | 125   | 3   | Australia         | Australia       | 110 | 3   | Polska                    | Polska          | 96  |
| 27 lipca piątek       | 16:50 J6 S6 Da6   | 4   | Australia         | Australia | 119   | 4   | Izrael            | Izrael          | 108 | 4   | Francja                   | Francja         | 95  |
| 28 lipca sobota       | 10:30 J7 S7 Da7   | 1   | Holandia          | Holandia  | 152   | 1   | Francja           | Francja         | 143 | 1   | Holandia                  | Holandia        | 155 |
| 28 lipca sobota       | 10:30 J7 S7 Da7   | 2   |                   | Chiny     | 140   | 2   | Polska            | Polska          | 138 | 2   | Polska                    | Polska          | 121 |
| 28 lipca sobota       | 10:30 J7 S7 Da7   | 3   | Izrael            | Izrael    | 139   | 3   | Australia         | Australia       | 128 | 3   | Włochy                    | Włochy          | 118 |
| 28 lipca sobota       | 10:30 J7 S7 Da7   | 4   | Australia         | Australia | 138   | 4   | Anglia            | Anglia          | 123 | 4   | Szwecja                   | Szwecja         | 105 |
| 28 lipca sobota       | 14:00 J8 S8 Da8   | 1   | Holandia          | Holandia  | 171   | 1   | Francja           | Francja         | 165 | 1   | Holandia                  | Holandia        | 176 |
| 28 lipca sobota       | 14:00 J8 S8 Da8   | 2   |                   | Chiny     | 165   | 2   | Polska            | Polska          | 162 | 2   | Polska                    | Polska          | 143 |
| 28 lipca sobota       | 14:00 J8 S8 Da8   | 3   | Francja           | Francja   | 160   | 3   | Australia         | Australia       | 146 | 3   | Włochy                    | Włochy          | 138 |
| 28 lipca sobota       | 14:00 J8 S8 Da8   | 4   | Izrael            | Izrael    | 159   | 4   | Izrael            | Izrael          | 140 | 4   | Francja                   | Francja         | 118 |
| 28 lipca sobota       | 16:50 J9 S9 Da9   | 1   | Holandia          | Holandia  | 187   | 1   | Francja           | Francja         | 181 | 1   | Holandia                  | Holandia        | 193 |
| 28 lipca sobota       | 16:50 J9 S9 Da9   | 2-3 | Francja           | Francja   | 183   | 2   | Polska            | Polska          | 175 | 2   | Polska                    | Polska          | 171 |
| 28 lipca sobota       | 16:50 J9 S9 Da9   | 2-3 | Izrael            | Izrael    | 183   | 3   | Australia         | Australia       | 171 | 3   | Włochy                    | Włochy          | 151 |
| 28 lipca sobota       | 16:50 J9 S9 Da9   | 4   |                   | Chiny     | 177   | 4   | Stany Zjednoczone | USA 1           | 156 | 4   | Francja                   | Francja         | 136 |
| 29 lipca niedziela    | 9:00 J10          | 1   | Holandia          | Holandia  | 212   |     |                   | –               |     |     |                           | –               |     |
| 29 lipca niedziela    | 9:00 J10          | 2   | Francja           | Francja   | 199   |     |                   | –               |     |     |                           | –               |     |
| 29 lipca niedziela    | 9:00 J10          | 3   | Izrael            | Izrael    | 197   |     |                   | –               |     |     |                           | –               |     |
| 29 lipca niedziela    | 9:00 J10          | 4   | Stany Zjednoczone | USA 1     | 192   |     |                   | –               |     |     |                           | –               |     |
| 29 lipca niedziela    | 11:45 J11 Db1     | 1   | Holandia          | Holandia  | 229   |     |                   | –               |     | 1   | Holandia                  | Holandia        | 205 |
| 29 lipca niedziela    | 11:45 J11 Db1     | 2   | Izrael            | Izrael    | 223   |     |                   | –               |     | 2   | Polska                    | Polska          | 189 |
| 29 lipca niedziela    | 11:45 J11 Db1     | 3   | Stany Zjednoczone | USA 1     | 208   |     |                   | –               |     | 3   | Włochy                    | Włochy          | 163 |
| 29 lipca niedziela    | 11:45 J11 Db1     | 4   | Australia         | Australia | 207   |     |                   | –               |     | 4   |                           | Chiny           | 158 |
| 29 lipca niedziela    | 15:00 J12 S10 Db2 | 1   | Holandia          | Holandia  | 254   | 1   | Polska            | Polska          | 201 | 1   | Holandia                  | Holandia        | 227 |
| 29 lipca niedziela    | 15:00 J12 S10 Db2 | 2   | Izrael            | Izrael    | 240   | 2-3 | Australia         | Australia       | 187 | 2   | Polska                    | Polska          | 202 |
| 29 lipca niedziela    | 15:00 J12 S10 Db2 | 3   | Francja           | Francja   | 230   | 2-3 | Francja           | Francja         | 187 | 3   | Włochy                    | Włochy          | 185 |
| 29 lipca niedziela    | 15:00 J12 S10 Db2 | 4   | Australia         | Australia | 225   | 4   | Izrael            | Izrael          | 179 | 4   | Francja                   | Francja         | 171 |
| 29 lipca niedziela    | 17:40 J12 S10 Db3 | 1   | Holandia          | Holandia  | 279   | 1   | Polska            | Polska          | 216 | 1   | Holandia                  | Holandia        | 252 |
| 29 lipca niedziela    | 17:40 J12 S10 Db3 | 2   | Izrael            | Izrael    | 257   | 2   | Francja           | Francja         | 211 | 2   | Polska                    | Polska          | 215 |
| 29 lipca niedziela    | 17:40 J12 S10 Db3 | 3   | Francja           | Francja   | 244   | 3   | Australia         | Australia       | 198 | 3   | Włochy                    | Włochy          | 209 |
| 29 lipca niedziela    | 17:40 J12 S10 Db3 | 4   | Australia         | Australia | 241   | 4   | Stany Zjednoczone | USA 1           | 195 | 4   | Francja                   | Francja         | 289 |
| 30 lipca poniedziałek | 10:30 J14 S12 Db4 | 1   | Holandia          | Holandia  | 293   | 1   | Polska            | Polska          | 234 | 1   | Holandia                  | Holandia        | 273 |
| 30 lipca poniedziałek | 10:30 J14 S12 Db4 | 2   | Izrael            | Izrael    | 275   | 2   | Francja           | Francja         | 216 | 2   | Polska                    | Polska          | 236 |
| 30 lipca poniedziałek | 10:30 J14 S12 Db4 | 3   | Australia         | Australia | 268   | 3-4 | Australia         | Australia       | 213 | 3   | Włochy                    | Włochy          | 218 |
| 30 lipca poniedziałek | 10:30 J14 S12 Db4 | 4   | Francja           | Francja   | 257   | 3-4 | Izrael            | Izrael          | 213 | 4   | Francja                   | Francja         | 214 |
| 30 lipca poniedziałek | 14:00 J15 S13 Db5 | 1   | Holandia          | Holandia  | 293   | 1   | Polska            | Polska          | 249 | 1   | Holandia                  | Holandia        | 298 |
| 30 lipca poniedziałek | 14:00 J15 S13 Db5 | 2   | Izrael            | Izrael    | 275   | 2   | Francja           | Francja         | 241 | 2   | Polska                    | Polska          | 258 |
| 30 lipca poniedziałek | 14:00 J15 S13 Db5 | 3   | Australia         | Australia | 268   | 3   | Australia         | Australia       | 233 | 3   | Francja                   | Francja         | 234 |
| 30 lipca poniedziałek | 14:00 J15 S13 Db5 | 4   | Francja           | Francja   | 257   | 4   | Izrael            | Izrael          | 231 | 4   | Włochy                    | Włochy          | 231 |
| 30 lipca poniedziałek | 16:50 J16 S14 Db6 | 1   | Holandia          | Holandia  | 323   | 1   | Polska            | Polska          | 265 | 1   | Holandia                  | Holandia        | 317 |
| 30 lipca poniedziałek | 16:50 J16 S14 Db6 | 2   | Australia         | Australia | 313   | 2   | Francja           | Francja         | 258 | 2   | Polska                    | Polska          | 283 |
| 30 lipca poniedziałek | 16:50 J16 S14 Db6 | 3   | Izrael            | Izrael    | 312   | 3   | Australia         | Australia       | 250 | 3   | Francja                   | Francja         | 255 |
| 30 lipca poniedziałek | 16:50 J16 S14 Db6 | 4   | Francja           | Francja   | 295   | 4   | Izrael            | Izrael          | 245 | 4   | Włochy                    | Włochy          | 249 |
| 31 lipca wtorek       | 10:30 J17 S15 Db7 | 1   | Holandia          | Holandia  | 341   | 1   | Polska            | Polska          | 288 | 1   | Holandia                  | Holandia        | 331 |
| 31 lipca wtorek       | 10:30 J17 S15 Db7 | 2   | Australia         | Australia | 333   | 2   | Francja           | Francja         | 281 | 2   | Polska                    | Polska          | 304 |
| 31 lipca wtorek       | 10:30 J17 S15 Db7 | 3   | Izrael            | Izrael    | 331   | 3   | Australia         | Australia       | 270 | 3   | Francja                   | Francja         | 271 |
| 31 lipca wtorek       | 10:30 J17 S15 Db7 | 4   | Francja           | Francja   | 315   | 4   | Izrael            | Izrael          | 266 | 4   | Włochy                    | Włochy          | 266 |
| 31 lipca wtorek       | 14:00 J18 S16 Db8 | 1   | Izrael            | Izrael    | 356   | 1   | Polska            | Polska          | 307 | 1   | Holandia                  | Holandia        | 356 |
| 31 lipca wtorek       | 14:00 J18 S16 Db8 | 2   | Holandia          | Holandia  | 347   | 2   | Francja           | Francja         | 306 | 2   | Polska                    | Polska          | 329 |
| 31 lipca wtorek       | 14:00 J18 S16 Db8 | 3   | Australia         | Australia | 346   | 3   | Izrael            | Izrael          | 291 | 3   | Francja                   | Francja         | 296 |
| 31 lipca wtorek       | 14:00 J18 S16 Db8 | 4   | Francja           | Francja   | 340   | 4   | Szwecja           | Szwecja         | 289 | 4   | Włochy                    | Włochy          | 287 |
| 31 lipca wtorek       | 16:50 J19 S17 Db9 | 1   | Holandia          | Holandia  | 371,6 | 1   | Polska            | Polska          | 331 | 1   | Holandia                  | Holandia        | 380 |
| 31 lipca wtorek       | 16:50 J19 S17 Db9 | 2   | Izrael            | Izrael    | 370   | 2   | Francja           | Francja         | 312 | 2   | Polska                    | Polska          | 352 |
| 31 lipca wtorek       | 16:50 J19 S17 Db9 | 3   | Australia         | Australia | 361,5 | 3   | Stany Zjednoczone | USA 1           | 309 | 3   | Francja                   | Francja         | 321 |
| 31 lipca wtorek       | 16:50 J19 S17 Db9 | 4   | Francja           | Francja   | 349,4 | 4   | Szwecja           | Szwecja         | 306 | 4   | Włochy                    | Włochy          | 293 |

### Zdobyte kwalifikacje
Poniżej podano składy drużyn, które w wyniku rundy eliminacyjnej uzyskały prawo gry w rundzie pucharowej:
- Juniorzy:
  - Australia: Adam Edgtton, Nabil Edgtton, Peter Hollands, Justin Howard, Andy Pei-En Hung, Liam Milne;
  - Chiny: Chen Yichao, Hu Junjie, Jiang Yujie, Lu Kai, Shao Yinpei, Shen Jianqiu;
  - Francja: Thibault Coudert, Pierre Franceschetti, Alexandre Kilani, Aymeric Lebatteux, Nicolas Lhuissier, Cédric Lorenzini;
  - Holandia: Berend van den Bos, Aarnout Helmich, Gerbrand Hop, Joris van Lankveld, Chris Westerbeek;
  - Izrael: Ejal Erez, Lotan Fiszer, Gal Gerstner, Moshe Meyuchas, Deror Padon, Lee Rosenthal;
  - Singapur: Ee Xian Kennneth Lim, Feng Gui Desmond Oh, Ong Jin Xiang, Tan Wei Seng, Yuan Xing Romulus Tham, You Ying Dan;
  - USA 1: Marius Agica, Kevin Dwyer, Roger Lee, Owen Lien, Raghavendra Rajkumar, Mitch Towner;
  - Włochy: Gianluca Bergami, Francesco De Leo, Giuseppe Delle Cave, Massimiliano Di Franco, Alessandro Gandoglia, Gabriele Zanasi.
- Młodzież Szkolna
  - Anglia: Michael Alishaw, Christopher Huber, Frederick Illingworth, Toby Nonnenmacher, Alex Roberts, Shivam Shah;
  - Australia: Daniel Braun, Renee Cooper, Rhys Cooper, Ellena Moskovsky, Jamie Thompson, Lauren Travis;
  - Francja: Julien Bernard, Ivan Cailliau, Fabrice Charignon, Baptiste Combescure, Gregoire Lafont, Clément Laloubeyre;
  - Izrael: Adi Asulin, Yuval Ben David, Itamar Ginossar, Dan Hershfang, Hila Levy, Adam Reiter;
  - Polska: Michał Gulczyński, Wojciech Kaźmierczak, Michał Klukowski, Igor Łosiewicz, Andrzej Terszak, Łukasz Witkowski;
  - Szwecja: Simon Ekenberg, Ida Gronkvist, Mikael Gronkvist, Simon Hult, Mikael Rimstedt, Ola Rimstedt;
  - USA 1: Zachary Brescoll, Adam Grossack, Zachary Grossack, Andrew Jeng, Richard Jeng, Adam Kaplan;
  - Włochy: Alessandro Calmanovici, Giovanni Donati, Giacomo Percario, Alessandro Pruna, Alberto Racca, Roberto Sau.
- Dziewczęta:
  - Francja: Marion Canonne, Jessie Carbonneaux, Claire Chaugny, Laure Favard, Carole Puillet, Aurélie Thizy;
  - Holandia: Natalia Banaś, Judith Nab, Jamilla Spangenberg, Sigrid Spangenberg, Magdaléna Tichá, Janneke Wackwitz;
  - Polska: Katarzyna Dufrat, Magdalena Holeksa, Danuta Kazmucha, Natalia Sakowska, Kamila Wesołowska, Justyna Żmuda;
  - Włochy: Giorgia Botta, Federica Buttò, Margherita Chavarria, Margherita Costa, Flavia Lanzuisi, Michela Salvato.

### Punktacja butlera po fazie eliminacyjnej
Poniżej podano (dla wszystkich kategorii) punktację butlera czołowych graczy oraz graczy polskich.
| Punktacja butlera po fazie eliminacyjnej | Punktacja butlera po fazie eliminacyjnej | Punktacja butlera po fazie eliminacyjnej | Punktacja butlera po fazie eliminacyjnej | Punktacja butlera po fazie eliminacyjnej | Punktacja butlera po fazie eliminacyjnej |
| Kategoria                                | Poz                                      | Para                                     | Butler                                   | Kraj                                     | Rozdań                                   |
| ---------------------------------------- | ---------------------------------------- | ---------------------------------------- | ---------------------------------------- | ---------------------------------------- | ---------------------------------------- |
| Juniorzy                                 | 1                                        | Aarnout Helmich – Gerbrand Hop           | 1,59                                     | Holandia                                 | 208                                      |
| Juniorzy                                 | 2                                        | Moshe Meyuchas – Deror Padon             | 1,08                                     | Izrael                                   | 240                                      |
| Juniorzy                                 | 3                                        | Hu Junjie – Shao Yinpei                  | 1,04                                     | Chiny                                    | 256                                      |
| Młodzież Szkolna                         | 1                                        | Espen Flått – Joakim Sæther              | 2,13                                     | Norwegia                                 | 16                                       |
| Młodzież Szkolna                         | 2                                        | Wojciech Kaźmierczak – Michał Klukowski  | 2.00                                     | Polska                                   | 16                                       |
| Młodzież Szkolna                         | 3                                        | Zachary Brescoll – Adam Kaplan           | 1,29                                     | USA                                      | 224                                      |
| Młodzież Szkolna                         | 4                                        | Wojciech Kaźmierczak – Łukasz Witkowski  | 1,11                                     | Polska                                   | 160                                      |
| Młodzież Szkolna                         | 12                                       | Michał Gulczyński – Michał Klukowski     | 0,81                                     | Polska                                   | 160                                      |
| Młodzież Szkolna                         | 19                                       | Igor Łosiewicz – Andrzej Terszak         | 0,58                                     | Polska                                   | 160                                      |
| Dziewczęta                               | 1                                        | Sigrid Spangenberg – Magdaléna Tichá     | 1,38                                     | Holandia                                 | 272                                      |
| Dziewczęta                               | 2                                        | Danuta Kazmucha – Natalia Sakowska       | 1,20                                     | Polska                                   | 192                                      |
| Dziewczęta                               | 3                                        | Judith Nab – Jamilla Spangenberg         | 1,02                                     | Holandia                                 | 272                                      |
| Dziewczęta                               | 4                                        | Katarzyna Dufrat – Justyna Żmuda         | 1,02                                     | Polska                                   | 208                                      |
| Dziewczęta                               | 11                                       | Magdalena Holeksa – Kamila Wesołowska    | 0,37                                     | Polska                                   | 176                                      |

## Mecze ćwierćfinałowe
| Juniorzy. Mecze ćwierćfinałowe, 1 sierpnia, środa | Juniorzy. Mecze ćwierćfinałowe, 1 sierpnia, środa | Juniorzy. Mecze ćwierćfinałowe, 1 sierpnia, środa | Juniorzy. Mecze ćwierćfinałowe, 1 sierpnia, środa | Juniorzy. Mecze ćwierćfinałowe, 1 sierpnia, środa | Juniorzy. Mecze ćwierćfinałowe, 1 sierpnia, środa | Juniorzy. Mecze ćwierćfinałowe, 1 sierpnia, środa | Juniorzy. Mecze ćwierćfinałowe, 1 sierpnia, środa | Juniorzy. Mecze ćwierćfinałowe, 1 sierpnia, środa | Juniorzy. Mecze ćwierćfinałowe, 1 sierpnia, środa | Juniorzy. Mecze ćwierćfinałowe, 1 sierpnia, środa | Juniorzy. Mecze ćwierćfinałowe, 1 sierpnia, środa |
| Nr                                                | F                                                 | Zespół                                            | P                                                 | 10:00                                             | 10:00                                             | 13:00                                             | 13:00                                             | 15:30                                             | 15:30                                             | 17:55                                             | 17:55                                             |
| Nr                                                | F                                                 | Zespół                                            | P                                                 | Q1                                                | Σ                                                 | Q2                                                | Σ                                                 | Q3                                                | Σ                                                 | Q4                                                | Σ                                                 |
| ------------------------------------------------- | ------------------------------------------------- | ------------------------------------------------- | ------------------------------------------------- | ------------------------------------------------- | ------------------------------------------------- | ------------------------------------------------- | ------------------------------------------------- | ------------------------------------------------- | ------------------------------------------------- | ------------------------------------------------- | ------------------------------------------------- |
| JQ1                                               | Holandia                                          | Holandia                                          | 6                                                 | 26                                                | 32                                                | 49                                                | 81                                                | 36                                                | 117                                               | 48                                                | 165                                               |
| JQ1                                               | Singapur                                          | Singapur                                          | 0                                                 | 10                                                | 10                                                | 17                                                | 27                                                | 39                                                | 66                                                | 15                                                | 81                                                |
| JQ2                                               | Australia                                         | Australia                                         | 10                                                | 30                                                | 40                                                | 45                                                | 85                                                | 19                                                | 104                                               | 56                                                | 160                                               |
| JQ2                                               | Stany Zjednoczone                                 | USA 1                                             | 0                                                 | 12                                                | 12                                                | 16                                                | 28                                                | 34                                                | 62                                                | 37                                                | 99                                                |
| JQ3                                               | Izrael                                            | Izrael                                            | 10                                                | 14                                                | 24                                                | 28                                                | 52                                                | 54                                                | 106                                               | 59                                                | 165                                               |
| JQ3                                               | Włochy                                            | Włochy                                            | 0                                                 | 44                                                | 44                                                | 37                                                | 81                                                | 50                                                | 131                                               | 11                                                | 142                                               |
| JQ4                                               | Francja                                           | Francja                                           | 10                                                | 8                                                 | 18                                                | 2                                                 | 20                                                | 27                                                | 47                                                | 56                                                | 103                                               |
| JQ4                                               |                                                   | Chiny                                             | 0                                                 | 53                                                | 53                                                | 45                                                | 98                                                | 58                                                | 156                                               | 57                                                | 213                                               |

| Młodzież Szkolna. Mecze ćwierćfinałowe, 1 sierpnia, środa | Młodzież Szkolna. Mecze ćwierćfinałowe, 1 sierpnia, środa | Młodzież Szkolna. Mecze ćwierćfinałowe, 1 sierpnia, środa | Młodzież Szkolna. Mecze ćwierćfinałowe, 1 sierpnia, środa | Młodzież Szkolna. Mecze ćwierćfinałowe, 1 sierpnia, środa | Młodzież Szkolna. Mecze ćwierćfinałowe, 1 sierpnia, środa | Młodzież Szkolna. Mecze ćwierćfinałowe, 1 sierpnia, środa | Młodzież Szkolna. Mecze ćwierćfinałowe, 1 sierpnia, środa | Młodzież Szkolna. Mecze ćwierćfinałowe, 1 sierpnia, środa | Młodzież Szkolna. Mecze ćwierćfinałowe, 1 sierpnia, środa | Młodzież Szkolna. Mecze ćwierćfinałowe, 1 sierpnia, środa | Młodzież Szkolna. Mecze ćwierćfinałowe, 1 sierpnia, środa |
| Nr                                                        | F                                                         | Zespół                                                    | P                                                         | 10:00                                                     | 10:00                                                     | 13:00                                                     | 13:00                                                     | 15:30                                                     | 15:30                                                     | 17:55                                                     | 17:55                                                     |
| Nr                                                        | F                                                         | Zespół                                                    | P                                                         | Q1                                                        | Σ                                                         | Q2                                                        | Σ                                                         | Q3                                                        | Σ                                                         | Q4                                                        | Σ                                                         |
| --------------------------------------------------------- | --------------------------------------------------------- | --------------------------------------------------------- | --------------------------------------------------------- | --------------------------------------------------------- | --------------------------------------------------------- | --------------------------------------------------------- | --------------------------------------------------------- | --------------------------------------------------------- | --------------------------------------------------------- | --------------------------------------------------------- | --------------------------------------------------------- |
| SQ1                                                       | Polska                                                    | Polska                                                    | 10                                                        | 15                                                        | 25                                                        | 41                                                        | 66                                                        | 56                                                        | 122                                                       | 72                                                        | 194                                                       |
| SQ1                                                       | Anglia                                                    | Anglia                                                    | 0                                                         | 72                                                        | 72                                                        | 31                                                        | 103                                                       | 28                                                        | 131                                                       | 3                                                         | 134                                                       |
| SQ2                                                       | Francja                                                   | Francja                                                   | 6,5                                                       | 16                                                        | 22,5                                                      | 45                                                        | 67,5                                                      | 70                                                        | 137,5                                                     | 29                                                        | 166,5                                                     |
| SQ2                                                       | Włochy                                                    | Włochy                                                    | 0                                                         | 27                                                        | 27                                                        | 26                                                        | 53                                                        | 31                                                        | 84                                                        | 10                                                        | 94                                                        |
| SQ3                                                       | Stany Zjednoczone                                         | USA 1                                                     | 0                                                         | 44                                                        | 44                                                        | 56                                                        | 100                                                       | 30                                                        | 130                                                       | 17                                                        | 147                                                       |
| SQ3                                                       | Australia                                                 | Australia                                                 | 2,67                                                      | 15                                                        | 17,7                                                      | 24                                                        | 41,7                                                      | 31                                                        | 72,7                                                      | 50                                                        | 122,7                                                     |
| SQ4                                                       | Szwecja                                                   | Szwecja                                                   | 10                                                        | 16                                                        | 26                                                        | 23                                                        | 49                                                        | 45                                                        | 94                                                        | 42                                                        | 136                                                       |
| SQ4                                                       | Izrael                                                    | Izrael                                                    | 0                                                         | 36                                                        | 36                                                        | 43                                                        | 79                                                        | 40                                                        | 119                                                       | 24                                                        | 143                                                       |

## Mecze półfinałowe
| Juniorzy. Mecze półfinałowe, 2 sierpnia, czwartek | Juniorzy. Mecze półfinałowe, 2 sierpnia, czwartek | Juniorzy. Mecze półfinałowe, 2 sierpnia, czwartek | Juniorzy. Mecze półfinałowe, 2 sierpnia, czwartek | Juniorzy. Mecze półfinałowe, 2 sierpnia, czwartek | Juniorzy. Mecze półfinałowe, 2 sierpnia, czwartek | Juniorzy. Mecze półfinałowe, 2 sierpnia, czwartek | Juniorzy. Mecze półfinałowe, 2 sierpnia, czwartek | Juniorzy. Mecze półfinałowe, 2 sierpnia, czwartek | Juniorzy. Mecze półfinałowe, 2 sierpnia, czwartek | Juniorzy. Mecze półfinałowe, 2 sierpnia, czwartek | Juniorzy. Mecze półfinałowe, 2 sierpnia, czwartek |
| Nr                                                | F                                                 | Zespół                                            | P                                                 | 10:00                                             | 10:00                                             | 13:00                                             | 13:00                                             | 15:30                                             | 15:30                                             | 17:55                                             | 17:55                                             |
| Nr                                                | F                                                 | Zespół                                            | P                                                 | S1                                                | Σ                                                 | S2                                                | Σ                                                 | S3                                                | Σ                                                 | S4                                                | Σ                                                 |
| ------------------------------------------------- | ------------------------------------------------- | ------------------------------------------------- | ------------------------------------------------- | ------------------------------------------------- | ------------------------------------------------- | ------------------------------------------------- | ------------------------------------------------- | ------------------------------------------------- | ------------------------------------------------- | ------------------------------------------------- | ------------------------------------------------- |
| JS1                                               | Holandia                                          | Holandia                                          | 10                                                | 36                                                | 46                                                | 42                                                | 88                                                | 67                                                | 155                                               | 68                                                | 223                                               |
| JS1                                               | Australia                                         | Australia                                         | 0                                                 | 13                                                | 13                                                | 43                                                | 56                                                | 7                                                 | 63                                                | 48                                                | 111                                               |
| JS2                                               | Izrael                                            | Izrael                                            | 4                                                 | 21                                                | 25                                                | 63                                                | 88                                                | 30                                                | 116                                               | 65                                                | 181                                               |
| JS2                                               |                                                   | Chiny                                             | 0                                                 | 39                                                | 39                                                | 27                                                | 66                                                | 11                                                | 77                                                | 30                                                | 107                                               |

| Młodzież Szkolna. Mecze półfinałowe, 2 sierpnia, czwartek | Młodzież Szkolna. Mecze półfinałowe, 2 sierpnia, czwartek | Młodzież Szkolna. Mecze półfinałowe, 2 sierpnia, czwartek | Młodzież Szkolna. Mecze półfinałowe, 2 sierpnia, czwartek | Młodzież Szkolna. Mecze półfinałowe, 2 sierpnia, czwartek | Młodzież Szkolna. Mecze półfinałowe, 2 sierpnia, czwartek | Młodzież Szkolna. Mecze półfinałowe, 2 sierpnia, czwartek | Młodzież Szkolna. Mecze półfinałowe, 2 sierpnia, czwartek | Młodzież Szkolna. Mecze półfinałowe, 2 sierpnia, czwartek | Młodzież Szkolna. Mecze półfinałowe, 2 sierpnia, czwartek | Młodzież Szkolna. Mecze półfinałowe, 2 sierpnia, czwartek | Młodzież Szkolna. Mecze półfinałowe, 2 sierpnia, czwartek |
| Nr                                                        | F                                                         | Zespół                                                    | P                                                         | 10:00                                                     | 10:00                                                     | 13:00                                                     | 13:00                                                     | 15:30                                                     | 15:30                                                     | 17:55                                                     | 17:55                                                     |
| Nr                                                        | F                                                         | Zespół                                                    | P                                                         | S1                                                        | Σ                                                         | S2                                                        | Σ                                                         | S3                                                        | Σ                                                         | S4                                                        | Σ                                                         |
| --------------------------------------------------------- | --------------------------------------------------------- | --------------------------------------------------------- | --------------------------------------------------------- | --------------------------------------------------------- | --------------------------------------------------------- | --------------------------------------------------------- | --------------------------------------------------------- | --------------------------------------------------------- | --------------------------------------------------------- | --------------------------------------------------------- | --------------------------------------------------------- |
| SS1                                                       | Polska                                                    | Polska                                                    | 10                                                        | 52                                                        | 62                                                        | 62                                                        | 124                                                       | 38                                                        | 162                                                       | 72                                                        | 234                                                       |
| SS1                                                       | Francja                                                   | Francja                                                   | 0                                                         | 21                                                        | 21                                                        | 20                                                        | 41                                                        | 52                                                        | 93                                                        | 19                                                        | 112                                                       |
| SS2                                                       | Stany Zjednoczone                                         | USA 1                                                     | 0                                                         | 14                                                        | 14                                                        | 40                                                        | 54                                                        | 54                                                        | 108                                                       | 74                                                        | 182                                                       |
| SS2                                                       | Izrael                                                    | Izrael                                                    | 10                                                        | 45                                                        | 55                                                        | 55                                                        | 110                                                       | 28                                                        | 138                                                       | 12                                                        | 150                                                       |

| Dziewczęta. Mecze półfinałowe, 2 sierpnia, czwartek | Dziewczęta. Mecze półfinałowe, 2 sierpnia, czwartek | Dziewczęta. Mecze półfinałowe, 2 sierpnia, czwartek | Dziewczęta. Mecze półfinałowe, 2 sierpnia, czwartek | Dziewczęta. Mecze półfinałowe, 2 sierpnia, czwartek | Dziewczęta. Mecze półfinałowe, 2 sierpnia, czwartek | Dziewczęta. Mecze półfinałowe, 2 sierpnia, czwartek | Dziewczęta. Mecze półfinałowe, 2 sierpnia, czwartek | Dziewczęta. Mecze półfinałowe, 2 sierpnia, czwartek | Dziewczęta. Mecze półfinałowe, 2 sierpnia, czwartek | Dziewczęta. Mecze półfinałowe, 2 sierpnia, czwartek | Dziewczęta. Mecze półfinałowe, 2 sierpnia, czwartek |
| Nr                                                  | F                                                   | Zespół                                              | P                                                   | 10:00                                               | 10:00                                               | 13:00                                               | 13:00                                               | 15:30                                               | 15:30                                               | 17:55                                               | 17:55                                               |
| Nr                                                  | F                                                   | Zespół                                              | P                                                   | S1                                                  | Σ                                                   | S2                                                  | Σ                                                   | S3                                                  | Σ                                                   | S4                                                  | Σ                                                   |
| --------------------------------------------------- | --------------------------------------------------- | --------------------------------------------------- | --------------------------------------------------- | --------------------------------------------------- | --------------------------------------------------- | --------------------------------------------------- | --------------------------------------------------- | --------------------------------------------------- | --------------------------------------------------- | --------------------------------------------------- | --------------------------------------------------- |
| DS1                                                 | Holandia                                            | Holandia                                            | 10                                                  | 43                                                  | 53                                                  | 45                                                  | 98                                                  | 18                                                  | 116                                                 | 53                                                  | 169                                                 |
| DS1                                                 | Włochy                                              | Włochy                                              | 0                                                   | 33                                                  | 33                                                  | 24                                                  | 57                                                  | 43                                                  | 100                                                 | 24                                                  | 124                                                 |
| DS2                                                 | Polska                                              | Polska                                              | 10                                                  | 32                                                  | 42                                                  | 33                                                  | 75                                                  | 55                                                  | 130                                                 | 44                                                  | 174                                                 |
| DS2                                                 | Francja                                             | Francja                                             | 0                                                   | 47                                                  | 47                                                  | 36                                                  | 83                                                  | 32                                                  | 115                                                 | 30                                                  | 145                                                 |

## Mecze o 3. miejsce
| Juniorzy. Mecze o 3. miejsce, 3 sierpnia, piątek | Juniorzy. Mecze o 3. miejsce, 3 sierpnia, piątek | Juniorzy. Mecze o 3. miejsce, 3 sierpnia, piątek | Juniorzy. Mecze o 3. miejsce, 3 sierpnia, piątek | Juniorzy. Mecze o 3. miejsce, 3 sierpnia, piątek | Juniorzy. Mecze o 3. miejsce, 3 sierpnia, piątek | Juniorzy. Mecze o 3. miejsce, 3 sierpnia, piątek | Juniorzy. Mecze o 3. miejsce, 3 sierpnia, piątek | Juniorzy. Mecze o 3. miejsce, 3 sierpnia, piątek | Juniorzy. Mecze o 3. miejsce, 3 sierpnia, piątek |
| Nr                                               | F                                                | Zespół                                           | P                                                | 10:30                                            | 10:30                                            | 14:00                                            | 14:00                                            | 16:50                                            | 16:50                                            |
| Nr                                               | F                                                | Zespół                                           | P                                                | R1                                               | Σ                                                | R2                                               | Σ                                                | R3                                               | Σ                                                |
| ------------------------------------------------ | ------------------------------------------------ | ------------------------------------------------ | ------------------------------------------------ | ------------------------------------------------ | ------------------------------------------------ | ------------------------------------------------ | ------------------------------------------------ | ------------------------------------------------ | ------------------------------------------------ |
| JR                                               | Australia                                        | Australia                                        | 6,5                                              | 8                                                | 14,5                                             | 72                                               | 86,5                                             | 40                                               | 126,5                                            |
| JR                                               |                                                  | Chiny                                            | 0                                                | 67                                               | 67                                               | 42                                               | 109                                              | 28                                               | 137                                              |

| Młodzież Szkolna. Mecze o 3. miejsce, 3 sierpnia, piątek | Młodzież Szkolna. Mecze o 3. miejsce, 3 sierpnia, piątek | Młodzież Szkolna. Mecze o 3. miejsce, 3 sierpnia, piątek | Młodzież Szkolna. Mecze o 3. miejsce, 3 sierpnia, piątek | Młodzież Szkolna. Mecze o 3. miejsce, 3 sierpnia, piątek | Młodzież Szkolna. Mecze o 3. miejsce, 3 sierpnia, piątek | Młodzież Szkolna. Mecze o 3. miejsce, 3 sierpnia, piątek | Młodzież Szkolna. Mecze o 3. miejsce, 3 sierpnia, piątek | Młodzież Szkolna. Mecze o 3. miejsce, 3 sierpnia, piątek | Młodzież Szkolna. Mecze o 3. miejsce, 3 sierpnia, piątek |
| Nr                                                       | F                                                        | Zespół                                                   | P                                                        | 10:30                                                    | 10:30                                                    | 14:00                                                    | 14:00                                                    | 16:50                                                    | 16:50                                                    |
| Nr                                                       | F                                                        | Zespół                                                   | P                                                        | R1                                                       | Σ                                                        | R2                                                       | Σ                                                        | R3                                                       | Σ                                                        |
| -------------------------------------------------------- | -------------------------------------------------------- | -------------------------------------------------------- | -------------------------------------------------------- | -------------------------------------------------------- | -------------------------------------------------------- | -------------------------------------------------------- | -------------------------------------------------------- | -------------------------------------------------------- | -------------------------------------------------------- |
| SR                                                       | Francja                                                  | Francja                                                  | 8                                                        | 30                                                       | 38                                                       | 45                                                       | 83                                                       | 42                                                       | 125                                                      |
| SR                                                       | Izrael                                                   | Izrael                                                   | 0                                                        | 51                                                       | 51                                                       | 44                                                       | 95                                                       | 11                                                       | 107                                                      |

| Dziewczęta. Mecze o 3. miejsce, 3 sierpnia, piątek | Dziewczęta. Mecze o 3. miejsce, 3 sierpnia, piątek | Dziewczęta. Mecze o 3. miejsce, 3 sierpnia, piątek | Dziewczęta. Mecze o 3. miejsce, 3 sierpnia, piątek | Dziewczęta. Mecze o 3. miejsce, 3 sierpnia, piątek | Dziewczęta. Mecze o 3. miejsce, 3 sierpnia, piątek | Dziewczęta. Mecze o 3. miejsce, 3 sierpnia, piątek | Dziewczęta. Mecze o 3. miejsce, 3 sierpnia, piątek | Dziewczęta. Mecze o 3. miejsce, 3 sierpnia, piątek | Dziewczęta. Mecze o 3. miejsce, 3 sierpnia, piątek |
| Nr                                                 | F                                                  | Zespół                                             | P                                                  | 10:30                                              | 10:30                                              | 14:00                                              | 14:00                                              | 16:50                                              | 16:50                                              |
| Nr                                                 | F                                                  | Zespół                                             | P                                                  | R1                                                 | Σ                                                  | R2                                                 | Σ                                                  | R3                                                 | Σ                                                  |
| -------------------------------------------------- | -------------------------------------------------- | -------------------------------------------------- | -------------------------------------------------- | -------------------------------------------------- | -------------------------------------------------- | -------------------------------------------------- | -------------------------------------------------- | -------------------------------------------------- | -------------------------------------------------- |
| DR                                                 | Włochy                                             | Włochy                                             | 2,33                                               | 31                                                 | 33,3                                               | 33                                                 | 66,3                                               | 61                                                 | 127,3                                              |
| DR                                                 | Francja                                            | Francja                                            | 0                                                  | 24                                                 | 24                                                 | 43                                                 | 67                                                 | 36                                                 | 103                                                |

## Mecze finałowe
| Juniorzy. Mecz finałowy | Juniorzy. Mecz finałowy | Juniorzy. Mecz finałowy | Juniorzy. Mecz finałowy | Juniorzy. Mecz finałowy | Juniorzy. Mecz finałowy | Juniorzy. Mecz finałowy | Juniorzy. Mecz finałowy | Juniorzy. Mecz finałowy | Juniorzy. Mecz finałowy | Juniorzy. Mecz finałowy | Juniorzy. Mecz finałowy | Juniorzy. Mecz finałowy |
| F                       | Zespół                  | P                       | 3 sierpnia, piątek      | 3 sierpnia, piątek      | 3 sierpnia, piątek      | 3 sierpnia, piątek      | 3 sierpnia, piątek      | 3 sierpnia, piątek      | 4 sierpnia, sobota      | 4 sierpnia, sobota      | 4 sierpnia, sobota      | 4 sierpnia, sobota      |
| F                       | Zespół                  | P                       | 10:30                   | 10:30                   | 14:00                   | 14:00                   | 16:50                   | 16:50                   | 10:30                   | 10:30                   | 14:00                   | 14:00                   |
| F                       | Zespół                  | P                       | F1                      | Σ                       | F2                      | Σ                       | F3                      | Σ                       | F4                      | Σ                       | F5                      | Σ                       |
| ----------------------- | ----------------------- | ----------------------- | ----------------------- | ----------------------- | ----------------------- | ----------------------- | ----------------------- | ----------------------- | ----------------------- | ----------------------- | ----------------------- | ----------------------- |
| Holandia                | Holandia                | 0                       | 32                      | 32                      | 59                      | 91                      | 35                      | 126                     | 7                       | 133                     | 25                      | 158                     |
| Izrael                  | Izrael                  | 0,33                    | 12                      | 12,3                    | 33                      | 45,3                    | 65                      | 110,3                   | 30                      | 140,3                   | 25                      | 165,3                   |

| Młodzież Szkolna. Mecz finałowy | Młodzież Szkolna. Mecz finałowy | Młodzież Szkolna. Mecz finałowy | Młodzież Szkolna. Mecz finałowy | Młodzież Szkolna. Mecz finałowy | Młodzież Szkolna. Mecz finałowy | Młodzież Szkolna. Mecz finałowy | Młodzież Szkolna. Mecz finałowy | Młodzież Szkolna. Mecz finałowy | Młodzież Szkolna. Mecz finałowy | Młodzież Szkolna. Mecz finałowy | Młodzież Szkolna. Mecz finałowy | Młodzież Szkolna. Mecz finałowy |
| F                               | Zespół                          | P                               | 3 sierpnia, piątek              | 3 sierpnia, piątek              | 3 sierpnia, piątek              | 3 sierpnia, piątek              | 3 sierpnia, piątek              | 3 sierpnia, piątek              | 4 sierpnia, sobota              | 4 sierpnia, sobota              | 4 sierpnia, sobota              | 4 sierpnia, sobota              |
| F                               | Zespół                          | P                               | 10:30                           | 10:30                           | 14:00                           | 14:00                           | 16:50                           | 16:50                           | 10:30                           | 10:30                           | 14:00                           | 14:00                           |
| F                               | Zespół                          | P                               | F1                              | Σ                               | F2                              | Σ                               | F3                              | Σ                               | F4                              | Σ                               | F5                              | Σ                               |
| ------------------------------- | ------------------------------- | ------------------------------- | ------------------------------- | ------------------------------- | ------------------------------- | ------------------------------- | ------------------------------- | ------------------------------- | ------------------------------- | ------------------------------- | ------------------------------- | ------------------------------- |
| Polska                          | Polska                          | 0                               | 61                              | 61                              | 33                              | 94                              | 51                              | 145                             | 43                              | 188                             | 27                              | 215                             |
| Stany Zjednoczone               | USA 1                           | 2,33                            | 6                               | 8,3                             | 44                              | 52,3                            | 47                              | 99,3                            | 42                              | 141,3                           | 27                              | 168,3                           |

| Dziewczęta. Mecz finałowy | Dziewczęta. Mecz finałowy | Dziewczęta. Mecz finałowy | Dziewczęta. Mecz finałowy | Dziewczęta. Mecz finałowy | Dziewczęta. Mecz finałowy | Dziewczęta. Mecz finałowy | Dziewczęta. Mecz finałowy | Dziewczęta. Mecz finałowy | Dziewczęta. Mecz finałowy | Dziewczęta. Mecz finałowy | Dziewczęta. Mecz finałowy | Dziewczęta. Mecz finałowy |
| F                         | Zespół                    | P                         | 3 sierpnia, piątek        | 3 sierpnia, piątek        | 3 sierpnia, piątek        | 3 sierpnia, piątek        | 3 sierpnia, piątek        | 3 sierpnia, piątek        | 4 sierpnia, sobota        | 4 sierpnia, sobota        | 4 sierpnia, sobota        | 4 sierpnia, sobota        |
| F                         | Zespół                    | P                         | 10:30                     | 10:30                     | 14:00                     | 14:00                     | 16:50                     | 16:50                     | 10:30                     | 10:30                     | 14:00                     | 14:00                     |
| F                         | Zespół                    | P                         | F1                        | Σ                         | F2                        | Σ                         | F3                        | Σ                         | F4                        | Σ                         | F5                        | Σ                         |
| ------------------------- | ------------------------- | ------------------------- | ------------------------- | ------------------------- | ------------------------- | ------------------------- | ------------------------- | ------------------------- | ------------------------- | ------------------------- | ------------------------- | ------------------------- |
| Holandia                  | Holandia                  | 14                        | 19                        | 33                        | 55                        | 88                        | 30                        | 118                       | 30                        | 138                       | 30                        | 168                       |
| Polska                    | Polska                    | 0                         | 68                        | 68                        | 49                        | 117                       | 33                        | 150                       | 40                        | 190                       | 42                        | 232                       |

## Plan sesji turnieju transnarodowego oraz czołowe drużyny
Poniżej podano plan wszystkich sesji turnieju transnarodowego. W sumie wystartowało w tym turnieju 37 zespołów.
| Plan sesji turnieju transnarodowego oraz wyniki czołowych drużyn | Plan sesji turnieju transnarodowego oraz wyniki czołowych drużyn | Plan sesji turnieju transnarodowego oraz wyniki czołowych drużyn | Plan sesji turnieju transnarodowego oraz wyniki czołowych drużyn | Plan sesji turnieju transnarodowego oraz wyniki czołowych drużyn |
| Dzień                                                            | Sesja                                                            | M                                                                | Zespół                                                           | Σ                                                                |
| ---------------------------------------------------------------- | ---------------------------------------------------------------- | ---------------------------------------------------------------- | ---------------------------------------------------------------- | ---------------------------------------------------------------- |
| 2 sierpnia czwartek                                              | 10:30 T1                                                         | 1-3                                                              | Argent 2014                                                      | 22                                                               |
| 2 sierpnia czwartek                                              | 10:30 T1                                                         | 1-3                                                              | Latvia                                                           | 22                                                               |
| 2 sierpnia czwartek                                              | 10:30 T1                                                         | 1-3                                                              | Singapur Jun                                                     | 22                                                               |
| 2 sierpnia czwartek                                              | 10:30 T1                                                         | 4                                                                | China Girls                                                      | 20                                                               |
| 2 sierpnia czwartek                                              | 13:00 T2                                                         | 1                                                                | China Girls                                                      | 45                                                               |
| 2 sierpnia czwartek                                              | 13:00 T2                                                         | 2                                                                | Singapur Jun                                                     | 44                                                               |
| 2 sierpnia czwartek                                              | 13:00 T2                                                         | 3                                                                | China Mixed                                                      | 43                                                               |
| 2 sierpnia czwartek                                              | 13:00 T2                                                         | 4                                                                | Soukup                                                           | 41                                                               |
| 2 sierpnia czwartek                                              | 15:30 T3                                                         | 1                                                                | China Girls                                                      | 64                                                               |
| 2 sierpnia czwartek                                              | 15:30 T3                                                         | 2                                                                | China Mixed                                                      | 61                                                               |
| 2 sierpnia czwartek                                              | 15:30 T3                                                         | 3-4                                                              | Koeleskab                                                        | 60                                                               |
| 2 sierpnia czwartek                                              | 15:30 T3                                                         | 3-4                                                              | Norway                                                           | 60                                                               |
| 2 sierpnia czwartek                                              | 17:55 T4                                                         | 1                                                                | China Mixed                                                      | 78                                                               |
| 2 sierpnia czwartek                                              | 17:55 T4                                                         | 2                                                                | China Girls                                                      | 77                                                               |
| 2 sierpnia czwartek                                              | 17:55 T4                                                         | 3                                                                | Singapur Jun                                                     | 75                                                               |
| 3 sierpnia piątek                                                |                                                                  |                                                                  |                                                                  |                                                                  |
| 10:30 T5                                                         | 1                                                                | Italy 2                                                          | 94                                                               |                                                                  |
| 10:30 T5                                                         | 2-3                                                              | China Girls                                                      | 92                                                               |                                                                  |
| 10:30 T5                                                         | 2-3                                                              | China Mixed                                                      | 92                                                               |                                                                  |
| 10:30 T5                                                         | 4                                                                | Singapur Jun                                                     | 91                                                               |                                                                  |
| 14:00 T6                                                         | 1                                                                | China RDFZ                                                       | 113                                                              |                                                                  |
| 14:00 T6                                                         | 2                                                                | China Girls                                                      | 109                                                              |                                                                  |
| 14:00 T6                                                         | 3-4                                                              | Argent 2014                                                      | 107                                                              |                                                                  |
| 14:00 T6                                                         | 3-4                                                              | Italy 2                                                          | 107                                                              |                                                                  |
| 16:50 T7                                                         | 1                                                                | China RDFZ                                                       | 128                                                              |                                                                  |
| 16:50 T7                                                         | 2                                                                | Singapur Jun                                                     | 127                                                              |                                                                  |
| 16:50 T7                                                         | 3                                                                | Down Under                                                       | 125                                                              |                                                                  |
| 16:50 T7                                                         | 4                                                                | China Girls                                                      | 124                                                              |                                                                  |